# Municipalité de Tijuana
Tijuana est une municipalité mexicaine de l'État de Basse-Californie dont le siège est la ville de Tijuana.

## Géographie

### Situation
La municipalité de Tijuana s'étend sur 1 239,49 km2 à l'extrémité nord-ouest de l'État de Basse-Californie. Elle est bordée par l'océan Pacifique au nord-ouest et est limitrophe des États-Unis au nord, ainsi que par les municipalités de Tecate à l'est, d'Ensenada au sud et de Playas de Rosarito à l'ouest. Elle comprend également les îles Coronado situées à 15 km de la côte.

## Démographie

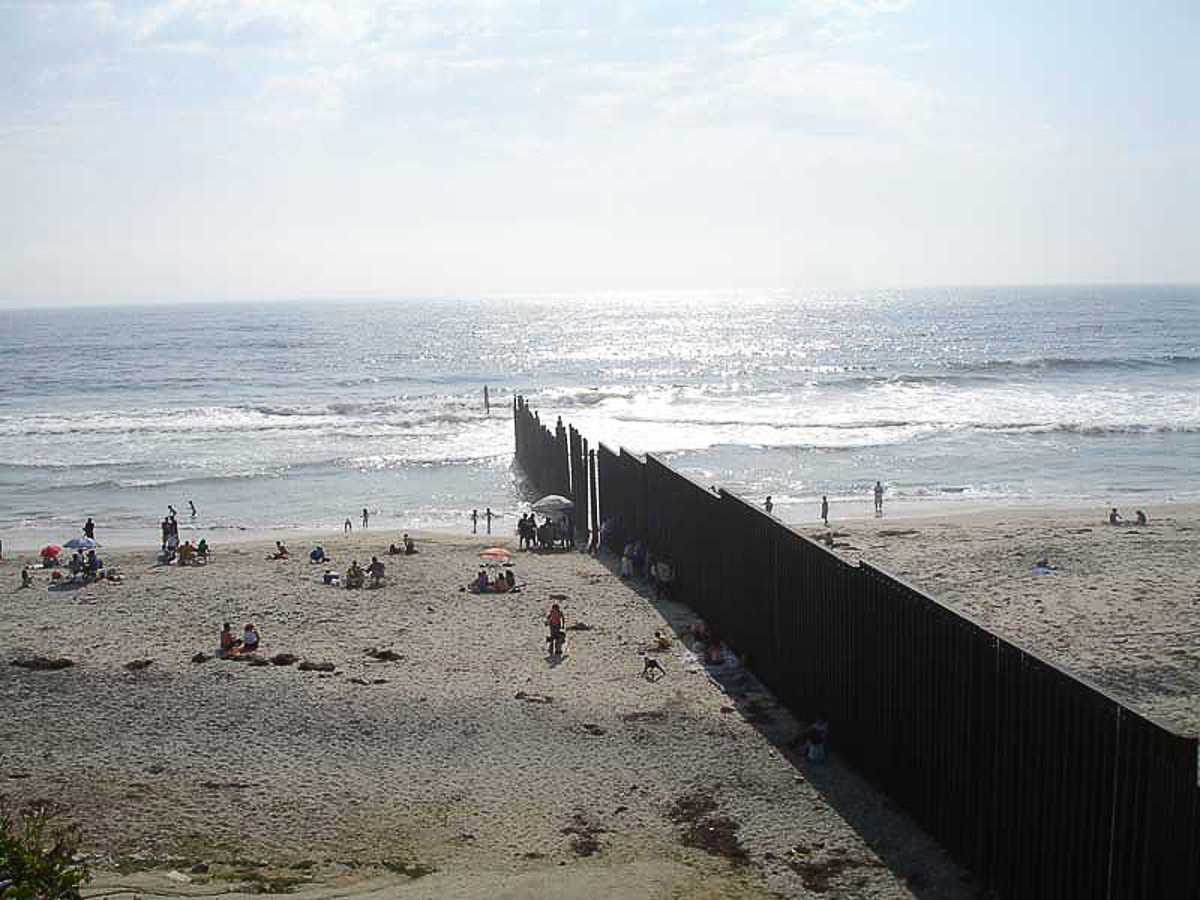
Vue de la clôture de la frontière américano-mexicaine depuis Playas de Tijuana, à gauche

La population s'élevait à 1 559 683 habitants en 2010 et à 1 922 523 habitants en 2020.

## Politique et administration
La municipalité est dirigée par un maire (« président municipal ») et un conseil de quinze membres élus pour trois ans.
| Période           | Période           | Identité                     | Étiquette | Qualité |
| ----------------- | ----------------- | ---------------------------- | --------- | ------- |
| 1er novembre 2016 | 6 avril 2019      | Juan Manuel Gastélum         | PAN       |         |
| 6 avril 2019      | 4 juin 2019       | Eduardo Terreros             | PAN       | intérim |
| 4 juin 2019       | 30 septembre 2019 | Juan Manuel Gastélum         | PAN       |         |
| 1er octobre 2019  | 16 octobre 2020   | Arturo González Cruz         | MORENA    |         |
| 16 octobre 2020   | 5 novembre 2020   | Karla Ruiz Macfarland        | MORENA    |         |
| 5 novembre 2020   | 12 février 2021   | Arturo González Cruz         | MORENA    |         |
| 12 février 2021   | 29 septembre 2021 | Karla Ruiz Macfarland        | MORENA    |         |
| 29 septembre 2021 | 30 septembre 2021 | Arturo González Cruz         | PVE       |         |
| 1er octobre 2021  | en cours          | Montserrat Caballero Ramírez | MORENA    |         |